# Lyocyclidae
Lyocyclidae zijn een familie van weekdieren uit de klasse van de Gastropoda (slakken).

## Taxonomie
Het volgende geslacht is bij de familie ingedeeld:
- Lyocyclus , 1925 Thiele, 1925